# Pförtner

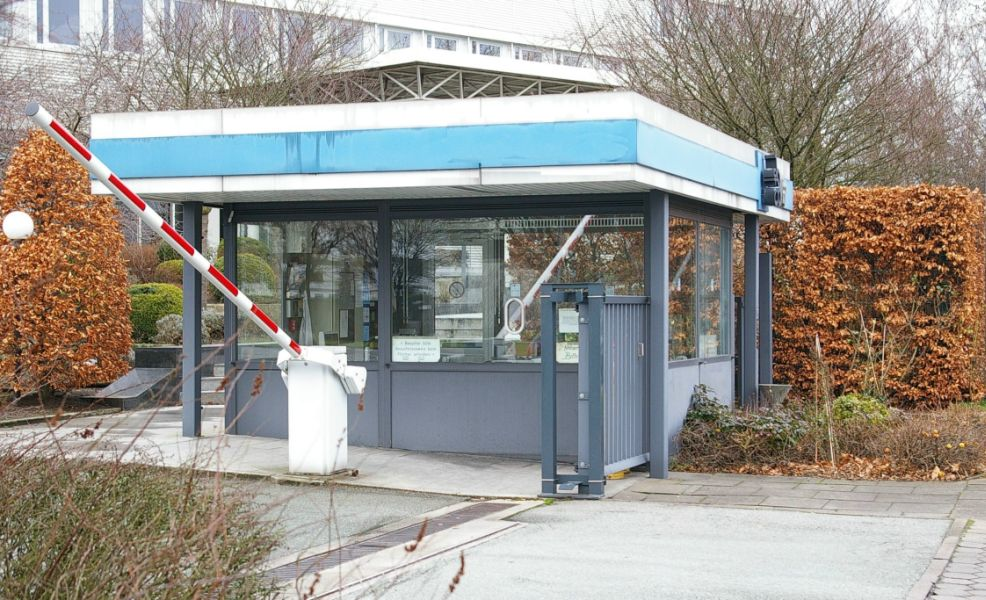
Pförtnerhäuschen, Arbeitsplatz eines Pförtners

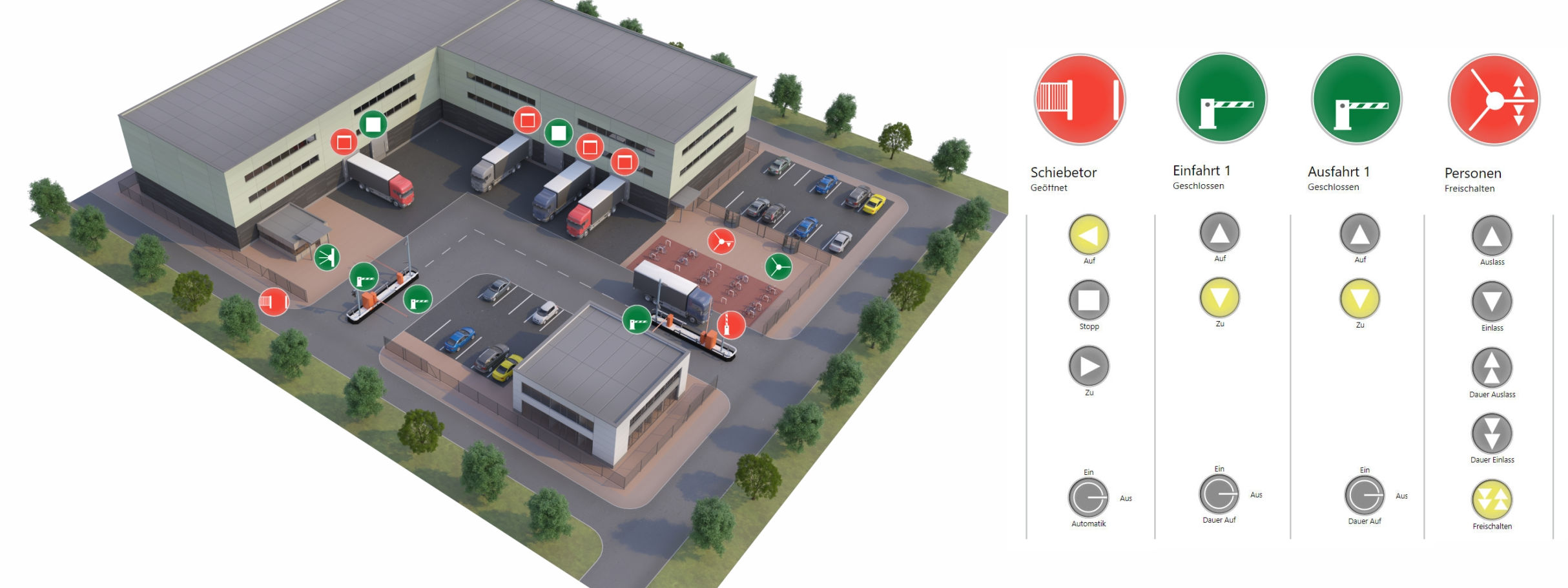
Digitales Pförtnerpult, Bedienkonsole eines Pförtners

Ein Pförtner (vom mittellateinischen portenarius für den „Torwächter“ oder „Türhüter“ zum lateinischen porta für das „Tor“ die „Pforte“ oder der „Durchgang“, in Österreich Portier) überwacht die ein- und ausgehenden Personen oder den Warenverkehr in einem Gebäude oder abgegrenzten Areal. Zu seinen weiteren Aufgaben gehört das Öffnen und Schließen der Türen, Tore und Schranken sowie die sichere Aufbewahrung und gegebenenfalls Ausgabe von Schlüsseln, die ansonsten in dem auch als Schlüsselraum dienenden Pförtnerhäuschen (Bild) zentral aufbewahrt und sicher gehütet werden. Darüber hinaus erteilt der Pförtner auch Auskünfte, meist verfügt er auch über ein Haustelefon, so dass er angekommene Besucher der Person melden kann, die die Besucher sprechen möchten. 

## Geschichte
Im Mittelalter war das Amt des Pförtners (lat. Portarius) ein wichtiges Amt in Klöstern.
Die Funktion des Pförtners/Türsteher ist bereits in der Bibel erwähnt, z. B. im  Alten Testament (2. Könige 22,4 ), (1. Chronik 9,17–27 ), (Psalm 84,10 ).

Die Überwachung und Ansteuerung von Geländen und Geländezugängen wird zunehmend digitalisiert, sodass ein Rundumblick für Pförtner gegenwärtig nicht mehr notwendig ist. Durch Vernetzungstechnik können Areale digital überwacht und angesteuert werden. Hierzu wird bspw. das Gelände auf einer digitalen Karte am Computer dargestellt. Die Bedienung der Perimeterzugänge erfolgt dabei auf einem Monitor. Mit standortübergreifenden Systemen wird ein Präsenzpförtner entbehrlich.

## Ähnliche Berufe
- Türsteher
- Concierge
- Saaldiener
- Platzanweiser